# Christian al III-lea, Conte Palatin de Zweibrücken
Christian al III-lea, Conte Palatin de Zweibrücken (7 noiembrie 1674, Strasbourg – 3 februarie 1735, Zweibrücken) a fost Conte Palatin de Birkenfeld, Bischwiller și Rappoltstein, iar din 1731, după moartea vărului său Gustav Samuel Leopold, Duce Palatin de Zweibrücken, a fost Duce Palatin de Zweibrücken.

## Biografie
Christian s-a născut la Strasbourg în anul 1674. A fost fiul lui Christian al II-lea, Conte Palatin de Zweibrücken-Birkenfeld și a Katharinei Ágata de Rappoltstein. A fost membru al Casei de Palatinate-Birkenfeld, o ramură a Casei de Wittelsbach. A fost singurul fiu al lui Christian al II-lea, Conte Palatin de Zweibrücken-Birkenfeld, care a ajuns la maturitate.
Și-a început cariera militară în Franța în 1697 când a preluat comanda unui regiment alsacian. În 1699 el a moștenit comitatul Rappoltstein de la mama sa. În 1702 a devenit maréchal de camp și doi ani mai târziu a fost promovat general locotenent. A excelat militar în Bătălia de la Oudenaarde în 1708.
În 1717, tatăl lui a murit. Christian a părăsit armata și a preluat administrarea Zweibrücken-Birkelfeld, care era o mică partea din comitatul Sponheim. În 1731, contele palatin Gustavus Samuel Leopold de Zweibrücken a murit fără să aibă moștenitori și Christian al III-lea a moștenit teritoriul.
A murit la Zweibrücken în 1735, la vârsta de 60 de ani. Mormântul se află în biserica Alexanderskirche din Zweibrücken.

### Căsătorie și copii
În 1719, la Schloss Lorentzen, el s-a căsătorit cu Caroline de Nassau-Saarbrücken (1704–1774) și au avut patru copii:
- Caroline de Zweibrücken (9 martie 1721 - 30 martie 1774); s-a căsătorit în 1741 cu Ludovic al IX-lea, Landgraf de Hesse-Darmstadt, au avut copii
- Christian al IV-lea (6 septembrie 1722 - 5 noiembrie 1775); s-a căsătorit morganatic în 1751 cu Maria Johanna Camasse, au avut copii
- Friedrich Michael de Zweibrücken (27 februarie 1724 - 15 august 1767); s-a căsătorit în 1746 cu contesa palatină Maria Franziska de Sulzbach, au avut copii
- Christiane Henriette de Zweibrücken (16 noiembrie 1725 - 11 februarie 1816); s-a căsătorit în 1741 cu Karl August, Prinț de Waldeck și Pyrmont, au avut copii

## Literatură
- Maximilian V. Sattler: Lehrbuch der bayerischen Geschichte, Lindauer, 1868, S. 411
- Johann Georg Lehmann: Vollständige Geschichte des Herzogtums Zweibrücken und seiner Fürsten, Kaiser, 1867, S. 485 ff.